# Pieter Both (Maurice)
Pour les articles homonymes, voir Pieter Both (homonymie).
Le Pieter Both est une montagne de l'île Maurice, l'île principale de la république de Maurice. Culminant à 820 mètres d'altitude, c'est le deuxième plus haut sommet de l'île après le piton de la Petite Rivière Noire. Son nom honore Pieter Both, qui fut gouverneur général des Indes néerlandaises. Une particularité de cette montagne est la formation rocheuse à son sommet qui rappelle la forme d'une tête humaine.
L'ascension sur l'arête principale prend environ une heure et est de difficulté modérée. La rivière du Tombeau prend sa source au flanc du mont.